# Mahnovščina
Mahnovščina (ukrajinsko Махновщина, latinizirano: Mahnovščyna) je bila avtonomna cona Revolucionarne vstajenske vojske Ukrajine v južni Ukrajini, pogosto imenovana za prvo anarhistično območje v zgodovini. Nastala je kot poskus ustvariti brezdržavno, brezrazredno in nemonetarno družbo med rusko državljansko vojno, kot del Ukrajinske revolucije
Po vrnitvi iz zapora v Moskvi, kjer je prejel amnestijo v vrsti izpustov po februarski revoluciji, je Nestor Ivanovič Mahno podpiral boljševike. Ko so ti v Oktobrski revoluciji prevzeli oblast, je območje njegovega rojstnega kraja v obliki »Začasne vlade južne Rusije« zasedla proti-revolucionarna pro-caristična bela garda (koalicija caristov, reformistov, desnih kautskyistov in drugih anti-boljševističnih frakcij v sodelovanju z ZDA, VB, Francijo in Češkoslovaško). Mahno je proti temu 27. novembra 1918 organiziral upor.
V naslednjih letih se je v območju južne Ukrajine, severno od Krima, oblikovala svobodna cona. Kmečko prebivalstvo je nemoteno upravljalo s kolektivnimi posestvi. Avtonomijo mest je motila le skupna vojska, ki je imela de facto oblast (v kolikor je o tej mogoče govoriti). Ukinjena je bila cenzura in vladni vpliv na normative na vseh področjih.
Spričo državljanske vojne so bile šole po vsej nekdanji Rusiji zaprte. Šele nekaj mesecev po ustanovitvi Mahnovščine je uspelo sovjetu Mahnovščine ustanoviti osnovni izobraževalni sistem, ki naj bi bil »prostovoljen«, »demokratičen« in »sekularen«. Spričo tega truda in izobraževanj za nepismene ter delno pismene po Mahnoviji je stopnja pismenosti v območju poskočila.
V bojih proti generalu Bele garde Denikinu so bile Mahnove sile uspešne. Leta 1920 jim je uspelo izsiliti evakuacijo belogardističnih sil s Krima, kar je Mahnovščini prineslo začasen mir. V času bojev z Denikinovo gardo na Južni fronti je Mahnovščina sodelovala izmenično z Ukrajinskim diktatorijem in z Boljševiki.
Leta 1921 je RSFSR (boljševiki) izvedla atentat na več Mahnovih generalov na strateškem srečanju obeh strani. Razlog naj bi bila »anarhistična grožnja boljševizmu«. Lev Trocki je nato vodji Ruske SFSR Vladimirju Leninu predal lažno informacijo, da so v odgovor Mahnovisti začeli z ofenzivo. Lenin je sprožil zasedbo ozemelj Mahnovščine, vodstvo le-tega je ob tem zbežalo prek ukrajinsko-romunske meje. Mahnovščina je bila razpuščena 10. aprila 1921.
Ostanki Mahnove vojske so gverilsko vojno nadaljevali vsaj do leta 1922, možen je vpliv nekdanjih Mahnovih vojakov na partizansko delovanje v Ukrajini v drugi svetovni vojni. Mahno in nekateri njegovi privrženci so iz Romunije kasneje pobegnili v Pariz, kjer je Nestor Ivanovič umrl leta 1934 za tuberkulozo.